# NTV7华语新闻
《ntv7华语新闻》（英語：Mandarin 7）前名：（英語：ntv7 Mandarin News）,是马来西亚首要媒体集团为ntv7制作的新闻节目，于1999年4月6日启播，2020年6月7日播出最后一集（首要媒體原本計畫於2018年3月停播）。新闻节目使用华语制作。

## 历史
《ntv7华语新闻》于1999年4月6日晚上10点25分启播，首位主播是方若琪，初期播放时长是5分钟。该节目打破马来西亚此前长久以来被国营第二电视台（RTM TV2）垄断的情况，开创马来西亚华语新闻圈历史。该频道也是首个采用「主播模式」的新闻频道。
早期著名的《ntv7华语新闻》主播为方若琪、刘子贤、胡渐彪、陈薇薇，为1990年至2000年代马来西亚华裔熟悉的主播。
2004年，ntv7新闻以“mynews network”的品牌形象推出，并以华、巫、英三语的新闻模式播出。
2005年，ntv7因财务亏损而面对裁员风波，于同年7月13日与首要媒体有限公司签署合作与援助协议。10月27日，首要媒体有限公司宣布以9千万令吉全面收购Natseven TV私人有限公司，《ntv7华语新闻》成为首要媒体旗下4家电视台的新闻节目之一。
2010年3月，ntv7华语新闻组推出国际新闻节目《环球透视》，在午夜12点的时段开播，主要是以新闻主播与特约嘉宾清谈国际时事的节目。该节目于2018年3月2日在ntv7停播；同年4月30日至2019年12月31日转至八度空间播出。
《ntv7华语新闻》的播放时间因为时代的变迁而改变。截至2018年3月4日，新闻的播映时段被固定为2段，分别为每天下午5点30分至傍晚6点播出的《ntv7华语新闻》和每天晚上10点30分至11点播出的《ntv7晚间新闻》；另有2段时长不到5分钟的《ntv7新闻快递》，分别于下午3点30分和4点30分播出。2018年3月5日至5月31日，《ntv7华语新闻》播出时段改为每天下午5点35分至傍晚6点05分。
2018年，首要媒体旗下4家电视台为了整合资源，逐步落实“一台一语言”的发展方针。公司原本计划于5月中停播ntv7的所有华语新闻节目，但是大选期间，《ntv7华语新闻》的收视率为该电视台所有新闻时段的最高，公司后来决定保留ntv7的华语新闻节目。6月1日，《ntv7华语新闻》推出全新混合布景和设计，播出时段改为每天下午5点至傍晚6点，并开始在Facebook专页提供网上直播，ntv7也成为马来西亚第一家连续播出1小时华语新闻的电视台；同日，《ntv7新闻快递》和《ntv7晚间新闻》也停播。
2020年5月27日，ntv7和八度空间发表联合文告，为了进一步优化新闻内容，《ntv7华语新闻》节目组将并入《八度空间华语新闻》节目组。6月8日，ntv7和八度空间的华语新闻组合并，《ntv7华语新闻》于同日停播。

## 主播
截至2018年5月31日，《ntv7华语新闻》和《ntv7晚间新闻》都使用单主播制。从2018年6月1日至2020年6月7日在停播为止，《ntv7华语新闻》使用双主播制。
以下仅列出已知前主播：
- 方若琪
- 黄荧英
- 徐嘉得
- 刘子贤
- 吴维彬
- 胡渐彪
- 张境洲
- 陈彦妮
- 程珈琪
- 陈丽亭
- 李晓蕙
- 白建明
- 蒋佩佩
- 王菁忆
- 杜瑞明
- 王金莲
- 杨于羲
- 蔡心怡
- 胡晓萍
- 黄聪涵
- 谢欣怡
- 陈毅杰

至停播为止，《ntv7华语新闻》共有7位主播：
- 陈薇薇
- 林思婷
- 周秀洋
- 杜文杰
- 杨莉莎
- 洪美玲
- 刘湘灵

## 特别情况
2018年9月16日，《ntv7华语新闻》在雪兰莪州万达广场进行广播，由陈薇薇和杨莉莎担任主播，并邀请歌手兼导演黄明志参与访谈。
2018年10月11日，因直播三星智能手机推介礼，该日《ntv7华语新闻》停播。
2018年11月2日，因直播财政部长林冠英的2019年财政预算案演讲，该日《ntv7华语新闻》延后至傍晚6点42分至晚上7点40分播出，并作为特备新闻节目，邀请白沙罗区国会议员潘俭伟和亚依淡区国会议员魏家祥参与点评。
2018年11月8日，因严重技术问题，该日《ntv7华语新闻》全程没有文字特效，右上角也罕见出现了台标（正常情况下，ntv7所有新闻时段皆不显示台标）。
2019年5月9日，《ntv7华语新闻》特设“改朝365全民听政”环节，邀请国会下议院副议长兼安顺区国会议员倪可敏和亚依淡区国会议员魏家祥参与访谈和讨论。

## 争议

### 时评节目遭打压
2006年12月16日，Ntv7的旗舰时事调查节目《追踪档案》因报导了反对媒体垄断专题后，遭到世华媒体集团拥有的报章从同年12月30日起集体杯葛，不获准ntv7的电视节目剧情简介出现在娱乐版刊登。《当今大马》于2007年1月24日对其进行独家报道，称在ntv7高层就《追踪档案》节目内容会见星洲媒体集团董事主席张晓卿作出解释后，张晓卿已答应结束旗下四大中文报对ntv7长达25天之久的「封杀行动」
2010年4月，《ntv7华语新闻》时事执行编辑陈文贵推动的时评节目《非谈不可》被时任首相纳吉·阿都拉萨与其夫人罗斯玛·曼梳投诉，以致《非谈不可》的节目制作人黄义忠因不满ntv7管理层向投诉压力低头，愤而辞职。2010年4月22日早上11时，黄义忠在隆雪华堂召开记者会，揭露ntv7管理层在没有展开全面和公平的调查，就对《非谈不可》的嘉宾人选和讨论议题，接续设下诸多不合理的限制。这些限制包括：
1. 不准讨论政治课题；
2. 不准邀请反对党人士上节目，包括民主行动党籍国会议员潘俭伟上节目讨论新经济模式；
3. 不准讨论原定在4月22日的乌鲁雪兰莪国会议席补选课题。

黄义忠认为，这三项限制缺乏理据，严重违反节目的编辑自主。公司对节目采取的限制，也是一种自我设限和审查，与新闻专业原则背道而驰，形同惩罚这个节目，严重打击制作团队的专业。

### 播映时段调整
《ntv7华语新闻》于2018年6月的播映时段调整引起网民的强烈不满，认为该时段播映新闻节目非常不恰当，因多数观众都还没下班或是在回家的路途中，有者甚至抨击此举是在“反华”。首要媒体电视网络首席执行员约翰依萨对此表示，根据外部独立机构尼尔森的调查报告，原有下午时段新闻的收视率是50万人，接触面是同时段50%的华裔观众，比起原有晚间时段新闻的收视群多出一倍。

### 停止网上直播
2018年7月1日，《ntv7华语新闻》的Facebook专页停止提供网上直播，并在下午5点46分发出公告，表示先前为期一个月的直播是回馈观众，未来将不定期提供网上直播。此举引起网民强烈抗议，指现有的新闻时段，与其收看电视频道，更多人会选择观看网上直播。对此，《ntv7华语新闻》Facebook专页管理员回应表示会向公司管理层反映并争取恢复提供网上直播。7月3日，《ntv7华语新闻》恢复在Facebook专页提供网上直播。

### 手机推介仪式
2018年10月11日，《ntv7华语新闻》的Facebook专页在下午1点发布帖文，内容为：“由于ntv7将现场直播三星智能手机推介仪式，今天的一小时华语新闻将停播一天，敬请原谅！”帖文引起网民怒斥，指无法理解电视台的做法。“原来推介最新智能手机比全国或全世界新闻来得重要，晕……”“前所未闻，竟然为了推介产品，取消新闻报道，有必要和八度空间，同时间推介，而取消一天唯一的新闻时段吗？”“国家大事取消新闻直播还能接受，因为商业用途而取消，那就有点过分了。”